# Calabasas
Calabasas est une ville du comté de Los Angeles, dans l'État de Californie aux États-Unis, située dans la vallée de San Fernando. Sa population s’élevait à 23 058 habitants lors du recensement de 2010, estimée à 24 176 habitants en 2016.

## Géographie
Calabasas est située au sud-ouest de la vallée de San Fernando et comprend aussi une portion des monts Santa Monica.

## Démographie
| Groupe                           | Calabasas | Californie | États-Unis |
| -------------------------------- | --------- | ---------- | ---------- |
| Blancs                           | 83,9      | 57,6       | 72,4       |
| Asiatiques                       | 8,6       | 13,1       | 4,8        |
| Autres                           | 1,6       | 17,4       | 6,4        |
| Métis                            | 4,0       | 4,9        | 2,9        |
| Afro-Américains                  | 1,6       | 6,2        | 12,6       |
| Amérindiens                      | 0,2       | 1,0        | 0,9        |
| Total                            | 100       | 100        | 100        |
|                                  |           |            |            |
| Hispaniques et Latino-Américains | 6,4       | 37,6       | 16,7       |

Selon l'American Community Survey, en 2010, 72,70 % de la population âgée de plus de 5 ans déclare parler l'anglais à la maison, 6,74 % déclare parler le persan, 4,81 % l'espagnol, 2,20 % une langue chinoise, 2,11 % le russe, 1,74 % le français, 1,42 % le coréen, 1,37 % l'hébreu, 1,18 % l'arménien, 1,15 % le tagalog, 0,56 % l'allemand et 4,02 % une autre langue.
Calabasas est connu pour ses résidences fermées et sa population économiquement aisée.
Le revenu par habitant était en moyenne de 60 035 dollars par an entre 2012 et 2016, bien au-dessus de la moyenne de la Californie (31 458 dollars), et à la moyenne nationale (29 829 dollars). Sur cette même période, 6,9 % des habitants de Calabasas vivaient sous le seuil de pauvreté (contre 14,3 % dans l'État et 12,7 % à l'échelle des États-Unis).
| 2000   | 2010   | - | - | - | - |
| ------ | ------ | - | - | - | - |
| 20 033 | 23 058 | - | - | - | - |

Jumelages
- Anqing (Chine)

## Économie
- La société Harbor Freight Tools y a son siège social